# Jewgeni Walerjewitsch Nikiforow

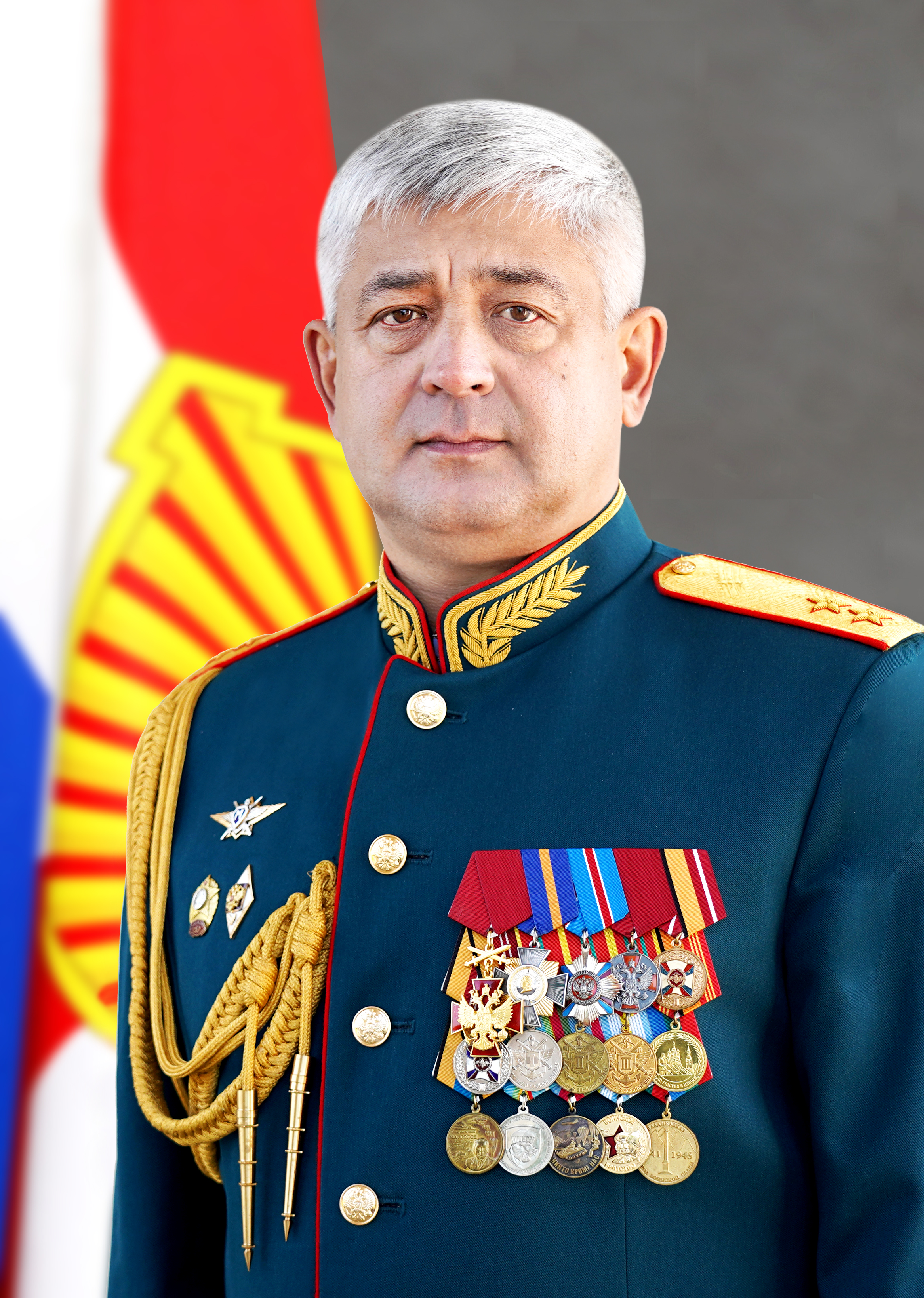
Jewgeni Nikiforow (2020)

Jewgeni Walerjewitsch Nikiforow (russisch Евгений Валерьевич Никифоров; * 1. Januar 1970) ist ein russischer Offizier, seit dem 17. Februar 2023 im Range eines Generalobersten. Seit dem 23. Januar 2023 ist er zudem Kommandeur des Westlichen Militärbezirks.

## Leben
Nikiforow war bis zu seinem Schulabschluss 1987 Kadett einer der Suworow-Akademien und wurde direkt im Anschluss Soldat. Seine erste höhere Kommandoverwendung erfuhr er zwischen 1999 und 2001, als er als Kommandant eines selbständigen Fallschirmjäger-Bataillons innerhalb einer Luftlandebrigade eingesetzt war. Zwischen 2005 und 2007 war er Brigadekommandant, zwischen 2007 und 2009 Kommandeur der 27. Garde-Mot.Schützen-Division. Zwischen 2009 und 2010 wurde er wiederum als Kommandeur der 36. Selbstständigen Garde-Mot.Schützen-Brigade eingesetzt, ehe er bis 2012 die Militärakademie des Generalstabes der Streitkräfte der Russischen Föderation absolvierte. Nach seinem Abschluss wurde er am 8. Mai 2013 gemäß dem Dekret des Präsidenten No. 468 zum Generalmajor ernannt.
Behauptungen des Ukrainischen Geheimdienstes zufolge war Nikiforow an dem Abschuss einer Il-76 der ukrainischen Luftstreitkräfte am 14. Juni 2014 durch pro-russische Separatisten in Lugansk beteiligt.
Zwischen 2016 und 2017 diente er als Kommandeur der 20. Gardearmee, zwischen 2017 und Februar 2019 als Kommandeur der 58. Armee. Zwischen Februar 2019 und Ende 2022 wurde er auf Posten innerhalb der Territorialen Armeeorganisation Russlands als Stellvertretender Kommandeur des Westlichen und des Östlichen Militärbezirk verwendet. Zudem war er zwischen Juni und Oktober 2021 Kommandant der Gruppe der Streitkräfte der Russischen Föderation in Syrien.
Ukrainischen Geheimdienstinformationen zufolge ist Nikiforow seit dem 26. Dezember Kommandeur des Westlichen Militärbezirks. Offiziell übernahm er diesen Posten am 23. Januar 2023. Er gilt als von Prigoschin und Surowikin protegiert. Gerüchten zufolge hängt dies mit seiner Beförderung zusammen bzw. hat zu dieser geführt.

## Sanktionen
Seit dem 14. Mai 2018 wird Nikiforow von der Ukraine sanktioniert.

## Privates
Nikiforow ist verheiratet und hat zwei Kinder.